# Susuda
Susuda – według „Sumeryjskiej listy królów” pierwszy władca tzw. II dynastii z Kisz. Dotyczący go fragment brzmi następująco:
„
Susuda (z Kisz), pilśniarz, został królem i panował przez 200 lat”.